# Dover (Kentucky)
Dover és una població dels Estats Units a l'estat de Kentucky. Segons el cens del 2000 tenia 316 habitants.

## Demografia
Segons el cens del 2000, Dover tenia 316 habitants, 115 habitatges, i 93 famílies. La densitat de població era de 249 habitants/km².
Dels 115 habitatges en un 35,7% hi vivien nens de menys de 18 anys, en un 62,6% hi vivien parelles casades, en un 15,7% dones solteres, i en un 19,1% no eren unitats familiars. En el 16,5% dels habitatges hi vivien persones soles el 7% de les quals corresponia a persones de 65 anys o més que vivien soles. El nombre mitjà de persones vivint en cada habitatge era de 2,75 i el nombre mitjà de persones que vivien en cada família era de 3.
Per edats la població es repartia de la següent manera: un 29,7% tenia menys de 18 anys, un 8,5% entre 18 i 24, un 28,5% entre 25 i 44, un 19,3% de 45 a 60 i un 13,9% 65 anys o més.
L'edat mediana era de 35 anys. Per cada 100 dones de 18 o més anys hi havia 103,7 homes.
La renda mediana per habitatge era de 33.125 $ i la renda mediana per família de 32.250 $. Els homes tenien una renda mediana de 35.208 $ mentre que les dones 16.023 $. La renda per capita de la població era de 12.187 $. Entorn del 17,7% de les famílies i el 19,9% de la població estaven per davall del llindar de pobresa.

## Poblacions properes
El següent diagrama mostra les poblacions més properes.